# تپه سیاه‌دک
تپه سیاه دک مربوط به اواخر هزاره سوم قبل از میلاد است و در سراوان، محله بخشان واقع شده و این اثر در تاریخ ۷ مهر ۱۳۸۱ با شمارهٔ ثبت ۶۰۹۴ به‌عنوان یکی از آثار ملی ایران به ثبت رسیده است.